# رانين
رَانِين أو سلطعون ضفدعي (الاسم العلمي Ranina)، جنس دويبات بحرية من القشريات وفصيلة الرانيننيات. جميع أنواعه منقرضة سوا نوع واحد يُدعى السلطعون الضفدعي الأحمر. عُثر على أحافير هذه السرطانات في رواسب الولايات المتحدة والمكسيك وإيطاليا وتركيا وأستراليا تعود العصر باليوجين وحتى الفترة الأخيرة (المدى العمري: 48.6 إلى 0.0 مليون سنة). من أنواعه: رانين مسنن.